# Cihat Çelik
Yusuf Cihat Çelik (Oss, 2 gennaio 1996) è un calciatore olandese, centrocampista del Kocaelispor.

## Carriera

### Club
Cresciuto nelle giovanili del N.E.C., ha esordito in prima squadra il 3 agosto 2016 in occasione del match di campionato perso 4-1 contro il Groningen.

### Nazionale
Ha giocato nelle nazionali giovanili olandesi Under-16, Under-18, Under-19 ed Under-20.

## Statistiche

### Presenze e reti nei club
Statistiche aggiornate al 31 Agosto 2018.
| Stagione        | Squadra         | Campionato      | Campionato | Campionato | Coppe nazionali | Coppe nazionali | Coppe nazionali | Coppe continentali | Coppe continentali | Coppe continentali | Altre coppe | Altre coppe | Altre coppe | Totale | Totale | Totale |
| Stagione        | Squadra         | Comp            | Pres       | Reti       | Comp            | Pres            | Reti            | Comp               | Pres               | Reti               | Comp        | Pres        | Reti        | Pres   | Reti   |        |
| --------------- | --------------- | --------------- | ---------- | ---------- | --------------- | --------------- | --------------- | ------------------ | ------------------ | ------------------ | ----------- | ----------- | ----------- | ------ | ------ | ------ |
| 2013-2014       | N.E.C.          | ED              | 1          | 0          | CO              | 0               | 0               |                    | -                  | -                  |             | -           | -           | 1      | 0      |        |
| 2014-2015       | N.E.C.          | 1D              | 15         | 0          | CO              | 1               | 0               |                    | -                  | -                  |             | -           | -           | 16     | 0      |        |
| 2015-2016       | N.E.C.          | ED              | 4          | 0          | CO              | 2               | 0               |                    | -                  | -                  |             | -           | -           | 6      | 0      |        |
| Totale N.E.C.   | Totale N.E.C.   | Totale N.E.C.   | 20         | 0          |                 | 3               | 0               |                    | 0                  | 0                  |             | -           | -           | 23     | 0      |        |
| 2016-2017       | TOP Oss         | 1D              | 31         | 3          | CO              | 0               | 0               |                    | -                  | -                  |             | -           | -           | 31     | 3      |        |
| 2017-gen. 2018  | Gaziantep       | 1L              | 1          | 0          | CT              | 2               | 0               |                    | -                  | -                  |             | -           | -           | 3      | 0      |        |
| gen.-giu. 2018  | Čelik Zenica    | PL              | 11         | 0          | CB              | 0               | 0               |                    | -                  | -                  |             | -           | -           | 11     | 0      |        |
| Totale carriera | Totale carriera | Totale carriera | 63         | 3          |                 | 5               | 0               |                    | 0                  | 0                  |             | -           | -           | 68     | 3      |        |

## Palmarès

### Club

#### Competizioni nazionali
- Eerste Divisie: 1

N.E.C.: 2014-2015
- TFF 1. Lig: 1

Kocaelispor: 2024-2025